# Epidemia de dengue de 2019-2020 en Venezuela
La epidemia de dengue en Venezuela inició a finales de 2019, en dicho año se registró 22 muertos y 14.701 casos confirmados y para el siguiente año tenía registrado 4 muertos y 1.871 casos confirmados.

## Cronología

### Agosto de 2019
El 15 de agosto Venezuela pasó a ser uno de los principales países afectados por la epidemia de dengue.
El 23 de agosto se registró 6 mil casos confirmados de dengue, sin embargo algunos expertos del Hospital Universitario de Caracas culminaron que ven muy pequeña esa cifra por la precariedad del sistema de salud en el país.

### Enero de 2020
El 20 de enero la ONU informó que entre e enero y noviembre de 2019 hubo 22 muertes por dengue, 4.701 casos confirmados y 66 de dengue grave en Venezuela.